# Johan I av Holstein

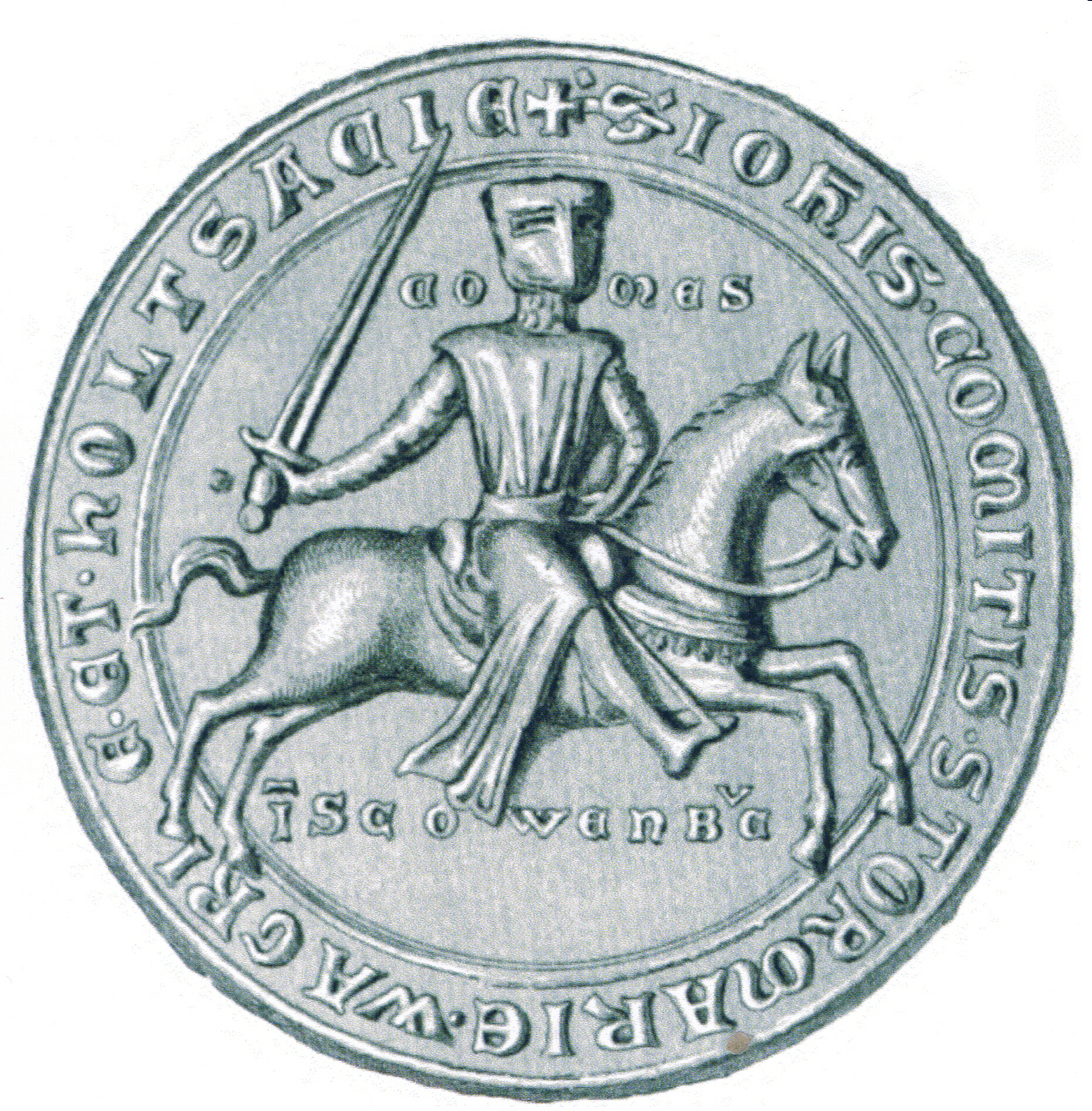
Johan I:s sigill.

Greve Johan I av Holstein, född 1229, död 20 april 1263, begravd i Kloster Reinfeld, greve av Holstein 1239-1263, greve i Holstein-Kiel 1261-1263. Han var son till greve Adolf IV av Holstein (död 1261) och Hedvig till Lippe (död 1246/1250).

## Biografi
Greve Johan I efterträdde 1239 sin abdikerade fader under regentskap jämte brodern Gerhard. Johan, som enligt Annales Stadenses var 16 år gammal 1246, förde ständiga strider med brodern och biskoparna av Minden. 1261 genomfördes en första delning av grevskapet Holstein med brodern Gerhard, varvid Johan erhöll delen Kiel med Wagrien, Ostholstein och Segeberg. Rendsburg, vilket Johan vunnit tillbaka av Danmark, avträddes till Gerhard.
Striderna om fögderier och besittningsrättigheter fortsatte och intensifierades då Johan blev broderns medregent i Schauenburg. I Schleswig stödde han systersönerna mot danska kungahuset och återvann då Rendsburg samt rättigheter i Ditmarsken. I motsättningarna med Danmark understöddes Johan av ärkebiskopen av Bremen.
Lübeck erkände tidvis Johans överhöghet och beskydd, och 1255 slöts ett handelsavtal. Handeln expanderade alltmer vilket utökade den tyska kolonisationen.

## Äktenskap och barn
Johan I gifte sig 1249/1250 med Elisabet (död 1293/1306), dotter till hertig Albrekt I av Sachsen. Paret fick följande barn:
1. Elisabeth av Holstein (död omkring 1284), gift med greve Nikolaus I av Schwerin-Wittenburg (död 1323)
2. Hedwig av Holstein (död 1305/1307), gift med markgreve Otto IV av Brandenburg (död 1308)
3. Adolf V av Holstein (död 1308), greve av Holstein
4. Johan II av Holstein (död 1320/1322), greve av Holstein
5. Agnes av Holstein (död 1286/1287), gift med furst Valdemar av Mecklenburg-Rostock (död 1282)
6. Albrekt von Schauenburg (död 1300), prost i Hamburgs katedral 1283